# Shahana Parveen
Kazi Shahana Parveen (bengalisch শাহানা পারভীন; geb. 1. Juli 1960) ist eine ehemalige bangladeschische Sportschützin. Sie trat bei den Olympischen Sommerspielen 1992 in Barcelona an. Außerdem startete sie bei den Asienspielen 1994 und den Commonwealth Games 1998. Sie war die erste Frau, die für Bangladesch bei den Olympischen Spielen antrat.

## Sport
Bei den Olympischen Sommerspielen 1992 in Barcelona trat Parveen im Wettbewerb 10 m Luftgewehr an, qualifizierte sich jedoch nicht fürs Finale. Sie kam mit 379 Punkten auf Platz 43. Zwei Jahre später nahm Parveen an den Asienspiele 1994 in Hiroshima teil. 1998 trat sie im Zweierteam mit Sabrina Sultana im Wettbewerb Freies Gewehr Lieged bei den Commonwealth Games an und kam auf Platz acht.
Parveen war später Managerin des bangladeschischen Frauenteams bei den Indo-Bangla Games 2008. Sie wurde 1999 mit den National Sports Awards von Bangladesch ausgezeichnet. 2016 wurde sie mit dem Preis der Bangladesh Sports Press Association ausgezeichnet.